# 佐渡総合病院
佐渡総合病院（さどそうごうびょういん）は、新潟県佐渡市千種にある医療機関。新潟県厚生農業協同組合連合会（JA新潟厚生連）が運営している病院である。
佐渡島における中核的な病院として位置づけられており、島内ほぼ全域から利用されている。

## 沿革
- 1935年（昭和10年）10月 - 佐渡郡医療利用組合立佐渡病院 竣工式[2]。
- 1968年（昭和43年）9月 - 新築移転[2]。
- 2003年（平成15年）3月 - 国立佐渡療養所（→真野みずほ病院）との間で機能を再編[5]。
- 2011年（平成23年）11月 - 100 m南東の現在地（旧JA佐渡農機車両センター跡地）に新築移転[6][7]。
- 2012年（平成24年）3月 - 離島としては全国で初めてがんの放射線治療を開始[6]。
- 2022年（令和4年）12月 - 真野みずほ病院の機能を集約予定[8]。

## 医療機関の指定・認定
出典

### 各種指定
| 災害拠点病院                       | 救急告知病院       |
| 病院群輪番制病院                   | へき地医療拠点病院 |
| 臨床研修指定病院（基幹型・協力型） | DMAT指定医療機関   |
| DPC適用病院                        | 地域がん診療病院   |

### 学会施設認定
| 日本内科学会教育関連病院           | 日本循環器学会研修関連施設                     |
| 日本眼科学会一般研修施設           | 日本糖尿病学会認定教育施設Ⅰ                    |
| 日本神経学会準教育施設             | 日本肝臓学会関連施設                           |
| 日本消化器外科学会指定修練関連施設 | 日本消化器病学会関連施設                       |
| 日本産科婦人科学会連携施設         | 日本周産期・新生児医学会（母体・胎児）補完施設 |
| 日本整形外科学会研修施設           | 日本乳癌学会関連施設                           |
| 日本脳卒中学会研修教育施設         | プライマリ・ケア学会認定医研修施設             |

## 交通アクセス
当院は佐渡島中央部、佐渡市役所など公共施設が集積する国中平野の金井地区に立地する。
公共交通
- 新潟交通佐渡 本線ほか「金井」バス停より徒歩7分
※日中は一部便が当院ロータリー内の「佐渡病院前」バス停に乗り入れる。